# Анна Фёдоровна
А́нна Фёдоровна (урождённая принцесса Юлиана-Генриетта-Ульрика Саксен-Кобург-Заальфельдская; 12 [23] сентября 1781/11 [22] сентября 1781, Кобург — 12 [24] августа 1860, поместье Эльфенау, ныне в черте Берна, Швейцария) — великая княгиня, супруга цесаревича Константина Павловича. Была третьей дочерью Франца Фридриха Антона, герцога Саксен-Кобург-Заальфельдского, и Августы Рейсс-Эберсдорфской. Леопольд I, первый король Бельгии, был её братом, а королева Виктория, её муж Альберт и Фердинанд II Португальский — её племянниками.

## Биография
Юлиана Генриетта Ульрика родилась в многодетной семье герцога Франца Фридриха Антона и была третьим ребёнком из десяти. Сам герцог Франц слыл человеком весьма образованным, он увлекался ботаникой и астрономией. Его жена, Августа Каролина София, урождённая графиня Рейсс-Эберсдорфская, отличалась умом и энергичным характером. Все дети герцогской четы получили хорошее воспитание.

## Брачные планы
Женив старшего внука Александра, Екатерина II вскоре занялась устройством судьбы младшего Константина, хотя тот ещё был подростком, — ему исполнилось только четырнадцать лет. Императрица не без гордости говорила о юном великом князе, что он является завидной партией для многих невест Европы, ведь Константин был следующим за Александром наследником могущественной империи. Ещё до начала поисков неожиданно поступило предложение от королевского двора в Неаполе. Король Обеих Сицилий Фердинанд I и его супруга Мария Каролина Австрийская (сестра королевы Франции Марии-Антуанетты) выразили желание выдать за великого князя Константина одну из своих многочисленных дочерей. Екатерина отреагировала на это предложение резко отрицательно. В 1793 году императрица писала о неаполитанском дворе, которому «пришла охота весьма некстати наградить нас одним из своих уродцев».
В 1795 году с секретной миссией по правящим дворам Европы отправляется генерал Андрей Яковлевич Будберг. Из огромного списка невест он должен был лично отобрать кандидаток в невесты великого князя Константина. По пути генерал заболел и вынужден был остановиться в Кобурге, где обратился к знакомому врачу барону Кристиану-Фридриху Стокмару, который, узнав о цели визита генерала, обратил его внимание на кобургских принцесс — дочерей герцога Саксен-Кобург-Заальфельдского Франца. Будберг больше никуда не поехал и сообщил в Петербург, что желаемое найдено.
После небольшой проверки Екатерина II дала согласие. Императрица дала разрешение Будбергу «раскрыть карты» перед герцогиней Августой. Как только та узнала, что одна из её дочерей может стать женой русского великого князя, то пришла в восторг: она понимала всю выгоду от этого брака для маленького герцогства. Однако в Европе были и другие мнения. Например, Массон (который сам приехал в Россию на заработки, прослужил 10 лет и уехал, лишь оказавшись в немилости у императора Павла) в своих воспоминаниях «Секретные записки о России» писал о незавидной роли немецких невест:

Юные и трогательные жертвы, которых Германия посылает в дань России, как некогда Греция посылала своих девушек на сожрание Минотавру… Эта помпа, которая вас окружает, эти богатства, которыми вас покрывают, не ваши… Конечно, ваш жребий достоин слёз тех, кто вам завидует…

## Жизнь в России
По приглашению русского двора Юлиана со своими старшими сёстрами Софией (1778—1835) и Антуанеттой (1779—1824) и матерью прибыла в Петербург 6 октября 1795 года, где была выбрана Екатериной II в жёны Константину. Императрица писала: «Наследная принцесса Саксен-Кобургская прекрасная, достойная уважения женщина, дочки у неё хорошенькие. Жаль, что наш жених должен выбрать только одну, хорошо бы оставить всех трёх. Но, кажется наш Парис отдаст яблоко младшей: вот увидите, что он предпочтет сестрам Юлию… действительно, шалунья Юлия лучше всех». Хотя Адам Чарторыйский писал в своих «Воспоминаниях»:

Ему дано было императрицей приказание жениться на одной из принцесс, причем ему был предоставлен лишь выбор будущей супруги.
 Подтверждает это и графиня В. Н. Головина:

Через три недели принудили великого князя Константина сделать выбор. Мне кажется, что он не желал жениться.
2 (13) февраля 1796 года Юлиана-Генриетта приняла православие и стала зваться Анной Фёдоровной, а по обручении с Константином Павловичем 3 (14) февраля 1796 года стала именоваться Великой княжной с титулом Её Императорского Высочества. Ещё до венчания, в день обручения, Екатериной II был издан указ об отпуске Анне Фёдоровне на расходы по 30 тысяч рублей в год. Венчание состоялось 15 (26) февраля 1796 года. Невесте ещё не было пятнадцати лет, а жениху — семнадцати. Великая княгиня Анна Фёдоровна была внучатой племянницей российского императора Петра II (оба происходили от герцога Людвига Рудольфа Брауншвейг-Вольфенбюттельского).

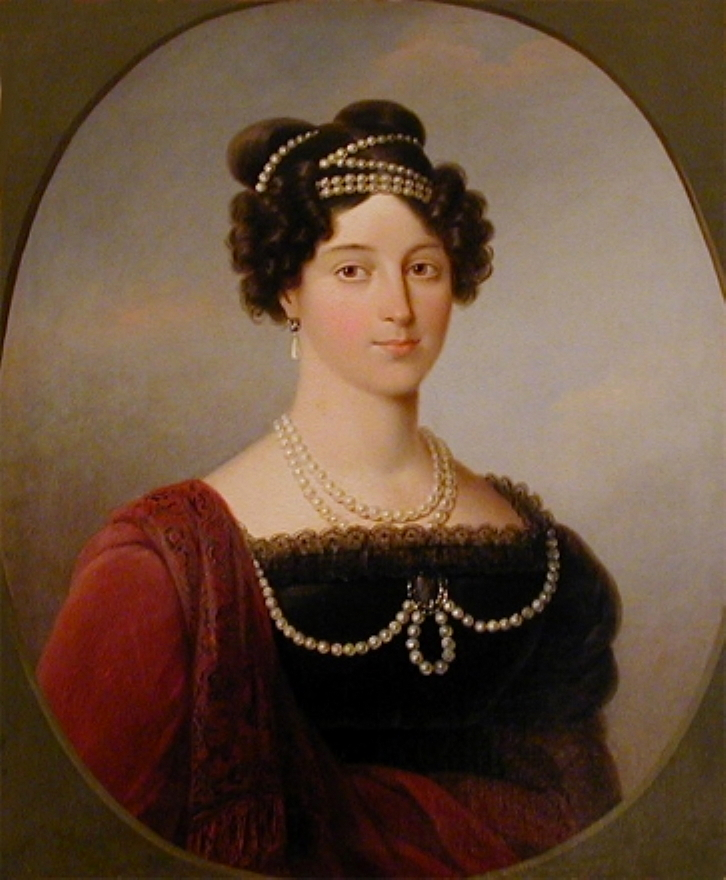
Портрет Великой княгини Анны Федоровны, первой супруги Великого князя Константина Павловича. Неизвестный художник.

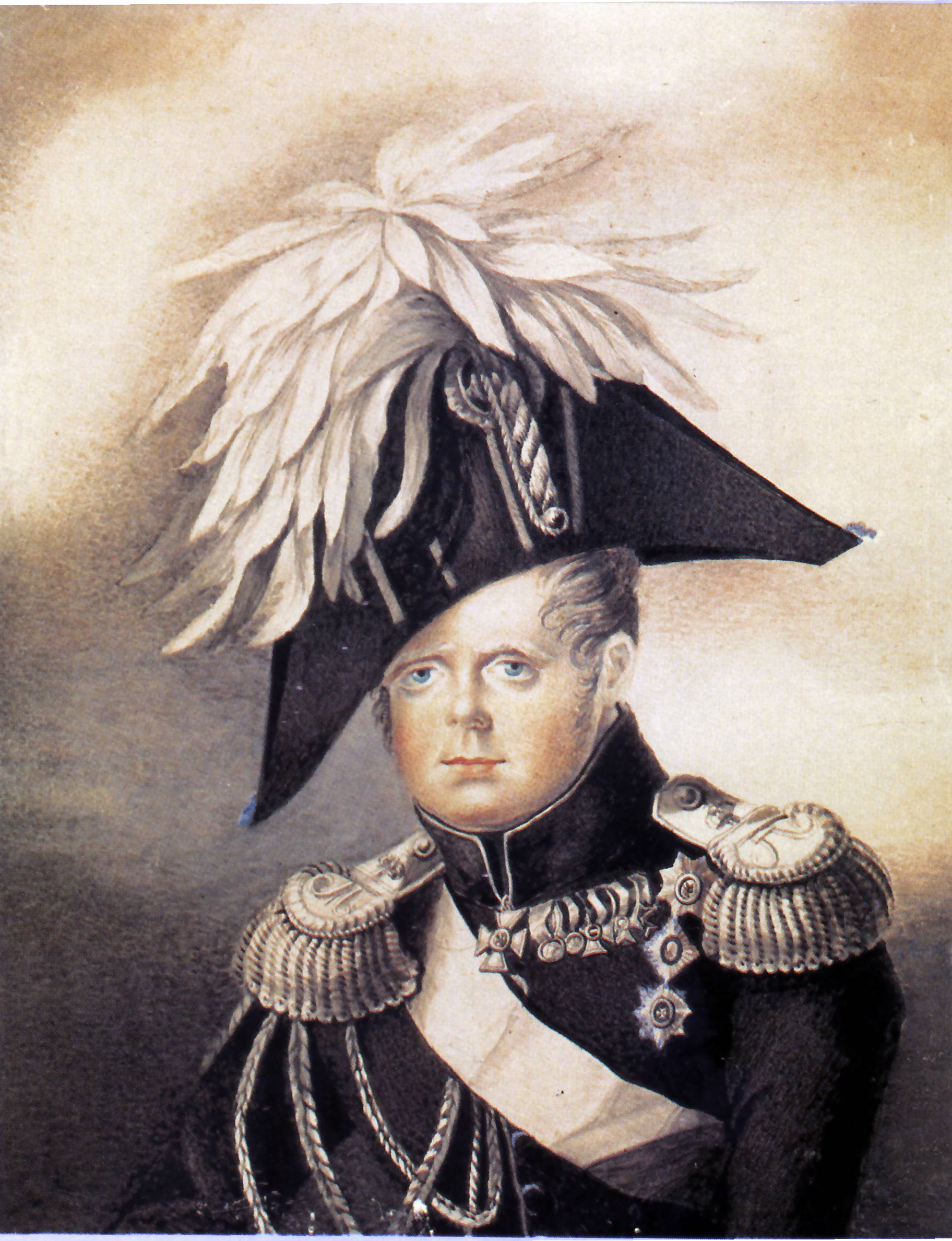
Портрет Великого князя Константина Павловича. Художник Рокстуль А. Г. 1819

Брак был неудачным. Страсть Константина Павловича ко всему военному, да и непредсказуемость его поведения, отразились на принцессе. Его нежность сменялась грубостью и оскорбительным поведением в отношении юной супруги. Например, однажды он посадил Анну Фёдоровну в одну из огромных ваз в Мраморном дворце и начал по ним стрелять. Терпеть характер мужа, его дерзкие выходки принцессе становилось всё труднее. Не могла рассчитывать она и на поддержку императора Павла, ведь её выбрала столь нелюбимая им мать. Между тем, взрослея, Анна Фёдоровна становилась все привлекательней, и в обществе её звали «вечерней звездой». Великий князь Константин начал её ревновать, даже к брату Александру. Он запрещал ей покидать комнаты, а если она выходила, то являлся и уводил её. Графиня В. Н. Головина вспоминала: «Анне Фёдоровне тяжело жилось от невозможного характера, которого никто не мог обуздать. Его грубые выходки, отсутствие всякого такта превращали супружескую жизнь в настоящую каторгу, и скромная Анна Фёдоровна нуждалась в дружбе с Елизаветой, умевшей сглаживать частые нелады супругов…»
Через три года в 1799 году Анна Фёдоровна покинула Россию для лечения и не пожелала вернуться. Она приехала к родным в Кобург, но не нашла у них понимания, поскольку они заботились о репутации семьи и финансовом положении Анны Фёдоровны и своём собственном. Из Кобурга она переехала лечиться на воды. В это время в Петербурге узнали о её планах. Под давлением императорской и собственной семей Анна Федоровна была вынуждена вернуться в Россию. В октябре 1799 года планировались свадьбы сестер её мужа Александры и Елены. Великая княгиня обязана была на них присутствовать.
Лишь после убийства императора Павла в 1801 году у Анны Федоровны появилась возможность осуществить свой план. Вскоре ей сообщили, что тяжело заболела герцогиня Августа. Расположенный к невестке император Александр I разрешил ей навестить мать, Константин Павлович тоже не был против, у него начинался очередной роман. Анна Федоровна уезжает в Кобург, больше в Россию она не вернётся. Почти сразу она начинает вести переговоры о разводе с мужем. Константин Павлович пишет в ответ на её письмо:

Вы пишете, что оставление вами меня через выезд в чужие края последовало потому, что мы не сходны друг с другом нравами, почему вы и любви своей ко мне оказывать не можете. Но покорно прошу вас, для успокоения себя и меня в устроении жребия жизни нашей, все сии обстоятельства подтвердить письменно, а также что кроме сего других причин вы не имеете.
Но в 1803 году против развода выступила императрица Мария Фёдоровна, которая боялась повторного морганатического брака Константина Павловича и сказала, что разводом будет нанесен вред репутации великой княгини.
В 1814 году во время нахождения русских войск во Франции во время антинаполеоновской кампании Константин Павлович навестил свою жену. Император Александр пожелал примирения супругов. Но Анна Фёдоровна решительно отказалась.
Официально брак был расторгнут решением Святейшего Синода, вступившим в силу 20 марта (1 апреля) 1820 года на основании манифеста Александра I. При этом её статус нисколько не пострадал. Анна Фёдоровна напрасно опасалась неблагоприятного для себя общественного резонанса. На отношении к ней в европейском обществе это не отразилось, наоборот, все сочувствовали ей, что из-за «слабого здоровья» она не смогла быть женой Константина Павловича.

## Жизнь за границей

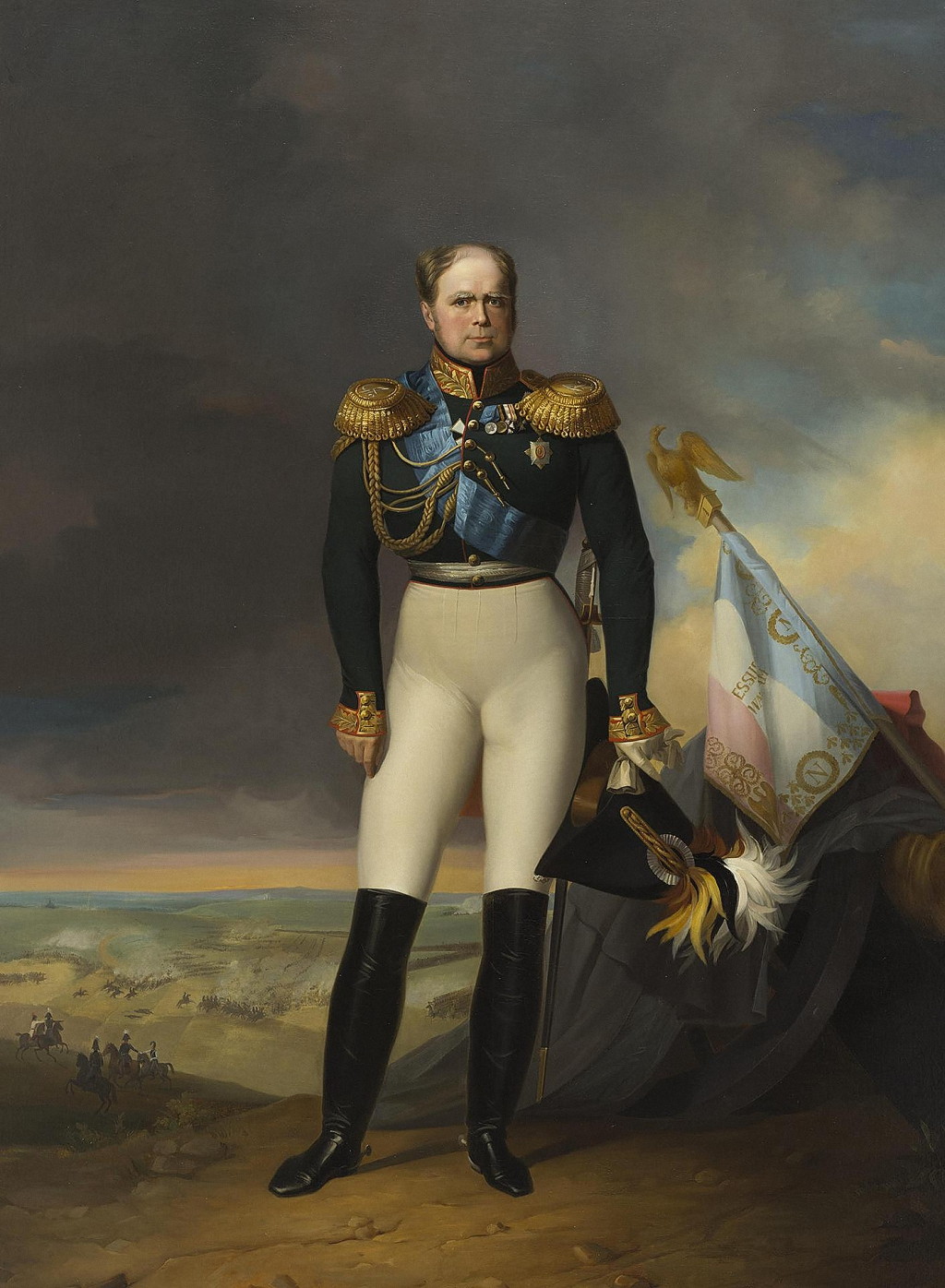
Портрет великого князя Константина Павловича кисти художника Ботмана Е. И. (1810—1891). Ок. 1848

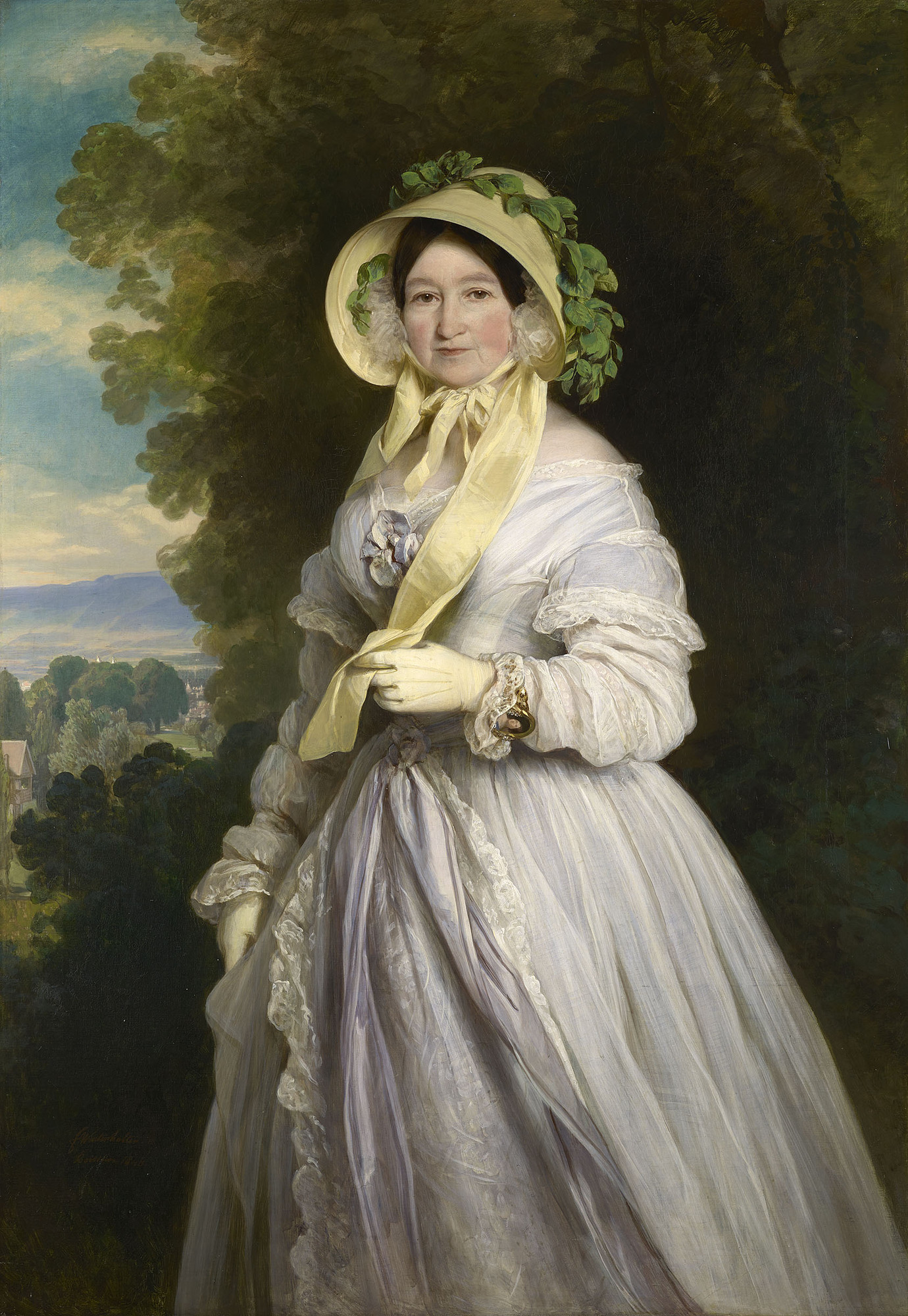
Поздний портрет великой княгини Анны Фёдоровны кисти Франца Ксавера Винтерхальтера (1805—1873). Ок. 1848

Юлианна-Генриетта-Ульрика была большой любительницей музыки, и её дом был одним из центров музыкальной жизни той эпохи. На её приемах, которые она устраивала в Эльфенау, бывали дипломаты разных стран, находившиеся в Берне. Постоянно встречаясь с персонами высокого ранга, Анна Фёдоровна не могла оставаться несведущей в делах политики. Но она не собиралась играть в ней никакой роли и разбиралась слабо.
Была матерью двоих незаконных детей: сына Эдуарда Эдгара, рождённого 28 октября 1808 года от мелкого французского дворянина Жюля де Сеньё (мальчик получил дворянский титул и фамилию Лёвенфельс от брата Анны Фёдоровны и герцога Эрнста Саксен-Кобург-Заальфельдского декретом от 18 февраля 1818 года) и дочери Луизы-Хильды-Агнессы д’Обер, рождённой в 1812 году от швейцарского профессора хирурга Рудольфа Абрахама де Шиферли. Во избежание скандала девочка была удочерена французским беженцем Жаном Франсуа Жозефом д’Обером. После этого она купила поместье Эльфенау на Аре, приняв его название в качестве фамилии и провела там остаток своей жизни.
В 1830 году её внебрачный сын женился на своей кузине Берте, внебрачной дочери герцога Эрнста. Это была единственная радость во время потерь. Она потеряла почти всё, что ей было дорого — мать, дочь (умерла осенью 1837), двух сестёр, преданного друга Шиферли (умер 3 июня 1837), защитника в лице Александра I, подругу юности Елизавету… Великая княгиня писала, что её дом стал «домом траура».
Скончалась Анна Фёдоровна 12 (24) августа 1860 года от инсульта. Гроб княгини поместили в склеп под мраморной плитой, на которой была выбита надпись «ЮЛИЯ—АННА» и годы рождения и смерти (1781—1860). И ничего более, что указывало бы на происхождение принцессы Саксен-Кобургской и Великой княгини Российской. 
Герцогиня Александрина (жена её племянника Эрнста II) писала:

Соболезнования, должно быть, будут всеобщими, так как тётю необычайно любили и уважали, поскольку она много занималась благотворительностью и в пользу бесчисленных бедняков, и неимущих.

## Награды
- Орден Святой Екатерины 1 степени (7 октября 1795)[7].